# Scorzoneroides cichoriacea
Scorzoneroides cichoriacea là một loài thực vật có hoa trong họ Cúc. Loài này được (Ten.) Greuter mô tả khoa học đầu tiên năm 2006.